# Llucià Ferrer
Llucià Ferrer   (Manlleu, 1978) és un periodista, locutor de ràdio i presentador de televisió català.
De jove va iniciar-se a Ràdio Manlleu col·laborant en el programa El disc sol·licitat. Com a locutor ha presentat els programes El matí i la mare que el va parir de Ràdio Flaixbac, Freakandó matiner de RAC 105, On vols anar a parar? de Catalunya Ràdio i Via lliure a RAC 1 l'estiu 2010. Actualment presenta el programa Els imperdibles a Onda Cero i El vermut de Llucià Ferrer (en 2018 s'emeté a RAC 105 com El vermut de RAC105) a Ràdio Flaixbac. A la televisió també ha presentat i dirigit programes primer va ser Control central, de City TV, Virus, Quin País! i L'aprenent, de Televisió de Catalunya. Per a la Xarxa de Televisions Locals ha fet Podria ser pitjor. També ha presentat el programa de Barça TV, Quina penya!. Des de 2018 presenta el programa de TV3 Atrapa'm si pots.
| Programa                          | Cadena                                              | Format           | Presentacio                               |
| --------------------------------- | --------------------------------------------------- | ---------------- | ----------------------------------------- |
| El disc sol·licitat               | Ràdio Manlleu                                       | Ràdio            |                                           |
| El matí i la mare que el va parir | Ràdio Flaixbac                                      | Ràdio            | Llucià Ferrer (actualment Carles Perez)   |
| Fricandó matiner                  | RAC105, 105tv                                       | Ràdio, Televisió | Llucià Ferrer (actualment fora d'emissió) |
| On vols anar a parar?             | Catalunya Ràdio (actualment es diu CatRàdio)        | Ràdio            | Llucià Ferrer (fora d'emissió)            |
| Via lliure Estiu                  | RAC1                                                | Ràdio            | Llucià Ferrer (actualment Xavi Bundó)     |
| Els imprescindibles d'Onda Cero   | Onda Cero Catalunya                                 | Ràdio            | Llucià Ferrer                             |
| El vermut                         | Ràdio Flaixbac                                      | Ràdio            | Llucià Ferrer                             |
| El vermut de RAC105               | RAC105                                              | Ràdio            | Llucià Ferrer (fora d'emissió)            |
| El vermut de Llucià Ferrer        | Ràdio Flaixbac                                      | Ràdio            | Llucià Ferrer                             |
| Control central                   | Citytv (després City TV, (8 TV i actualment 8tvcat) | Televisió        | Llucià Ferrer (fora d'emissió)            |